# Brasão de armas do Império Otomano

Brasão de armas do Império Otomano usado no século XIX

Todo sultão do Império Otomano tinha seu próprio monograma, chamado de tughra. O qual servia como um brasão de armas. Um moderno brasão de armas, inspirado pelos modelos europeus como o Brasão de armas do Reino Unido foi criado no século XIX. A forma final foi adotada pelo sultão Abdulamide II em 17 de Abril de 1882. Este inclui duas bandeiras: a bandeira da Anatólia e outros eialetes asiáticos e a bandeira da Rumélia.